# Klaus Kröppelien
Klaus Kröppelien, född 29 juni 1958 i Rostock i Tyskland, är en östtysk roddare.
Han tog OS-guld i dubbelsculler i samband med de olympiska roddtävlingarna 1980 i Moskva.